# 떡 (1988년 영화)
"떡"(Rice Cake)은 한국에서 제작된 김수형 감독의 1988년 에로, 드라마 영화이다. 선우일란 등이 주연으로 출연하였고, 김근창 등이 제작에 참여하였다.

## 출연

### 주연
- 선우일란
- 김인문

### 조연
- 김추련
- 오욱철
- 곽은경

## 기타
- 원작자: 김유정
- 제작부장: 박길석
- 제작부장: 송재문
- 촬영부: 이기태
- 촬영부: 김일현
- 촬영부: 양희만
- 조명: 장기종
- 조명부: 신준하
- 조명부: 양승규
- 조명부: 박희준
- 조감독: 이상우
- 조감독: 차성춘
- 조감독: 김정식
- 녹음: 손인호
- 소품: 차순하
- 미용: 박금자
- 의상: 이해윤
- 효과: 이재희